# Монсаррат, Николас
Николас Монсаррат (англ. Nicholas Monsarrat; 22 марта 1910, Ливерпуль, Англия — 8 августа 1979, Лондон) — английский писатель
-маринист, журналист, дипломат. Член Королевского литературного общества.

## Биография
Сын известного хирурга. Получил образование в Винчестерском колледже и Тринити-колледже (Кембридж), позже, изучал право в Кембриджском университете.
Его карьера, как адвоката быстро завершилась. Он решил заняться литературным творчеством. Переехал в Лондон, сотрудничал с рядом газет.
В 1934—1939 годах написал четыре романа и пьесу.
Участник Второй мировой войны. Служил во флоте: сначала рядовым бригады скорой помощи, а затем — в качестве члена Королевского военно-морского добровольческого резерва (RNVR). Его любовь к парусам сделала его способным морским офицером, и он служил с отличием на небольших боевых кораблях (корветы и фрегаты), предназначенных для сопровождения морских конвоев и защиты их от вражеских атак.
Закончил войну командиром фрегата в чине лейтенанта-коммандера. Использовал свой опыт военного времени при создании послевоенных морских историй. В 1946 году после демобилизации, поступил на дипломатическую службу. Сначала был отправлен в Йоханнесбург (Южная Африка), затем, в 1953 году, в Оттаву (Онтарио, Канада).
С 1959 года полностью посвятил себя литературной деятельности.
Первые три романа Монсаррата, опубликованные в 1934—1937 гг. , были реалистичными произведениями о современных социальных проблемах.
Остальные книги автора посвящены морской теме, Второй мировой войне. Вершиной творчества считается роман «Жестокое море» (1951), который по версии Би-би-си вошёл в список 200 лучших романов по мнению опрошенных Би-би-си читателей Великобритании.

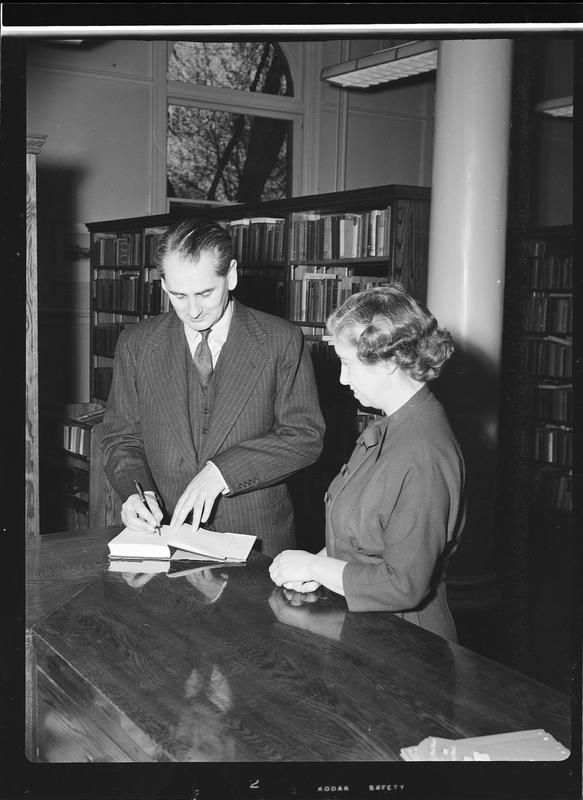
Н. Монсаррат подписывает экземпляр своей книги

## Избранные произведения
Серии
- Tribe That Lost Its Head:
  - The Tribe That Lost Its Head (1956)
  - Richer Than All His Tribe (1968)
- Signs of the Times:
  - The Time Before This (1962)
  - Во времена оно (фантаст. повесть, перевод Юрия Смирнова — «Памир», 1984 г. № 4-5)
  - Smith and Jones (1963)
- Master Mariner:
  - Running Proud (1978)
  - Darken Ship (1980)

Романы вне серий
- This Is the Schoolroom (1939)
- HMS Marlborough Will Enter Harbour (1947)
- The Cruel Sea (1951)
- Жестокое море
- The Story of Esther Costello (1953)
- Castle Garac (1955)
- The Nylon Pirates (1960)
- The White Rajah (1961)
- A Fair Day’s Work (1964)
- The Pillow Fight (1965)
- Something to Hide (1965)
- Whipping Boy (1969)
- The Kappillan of Malta (1973)

Несколько книг автора были экранизированы, в том числе «Жестокое море» (1953), «Корабль, умерший от стыда» (1955), «История Эстер Костелло» (1957) и др.
Умер от рака. Согласно завещанию, похоронен по морской традиции в море.